# Atletica leggera ai Giochi della IX Olimpiade - Salto in alto femminile
La competizione del salto in alto femminile di atletica leggera ai Giochi della IX Olimpiade si tenne il giorno 5 agosto 1928 allo Stadio Olimpico di Amsterdam.

## L'eccellenza mondiale
| Vincitrice dei II Giochi mondiali | 1,50 m  | Hélène Bons     | Presente |
| Record mondiale: 1928             | 1,585 m | Carolina Gisolf | Presente |

L'idolo di casa Carolina Gisolf, all'inizio di luglio, ha tolto con 1,585 il primato mondiale alla canadese Ethel Catherwood (1,58). Negli stessi giorni la Catherwood ha risposto con 1,60 ai campionati nazionali, ma il record non è omologabile.

## Gara
Alla gara finale accedono 19 delle 20 atlete partecipanti, si parte da 1,37. A 1,54 rimangono in tre: Gisolf, Catherwood e la statunitense Mildred Wiley (personale di 1,57). La Catherwood passa la misura alla prima prova, le avversarie devono ricorrere al secondo tentativo. Lo stesso, curiosamente, succede a 1,56.

A 1,58 solo la Catherwood valica l'asticella: è medaglia d'oro. Dopo essersi assicurata il titolo olimpico, la canadese chiede che l'asticella sia posta a 1,60, nuovo record del mondo. Al terzo tentativo ce la fa. La Gisolf, a pari misura con l'americana Wiley, vince l'argento al terzo salto di spareggio. Dopo la fine della gara l'altezza dell'asticella viene rimisurata per l'omologazione: ci si accorge che la misura esatta è 1,595 m.
Al quarto posto nella classifica compare anche la giovanissima Jean Shiley, con 1,51: sarà protagonista delle olimpiadi di Los Angeles 1932.

Quella della Catherwood rimane l'unica medaglia d'oro vinta da un'atleta canadese alle Olimpiadi nel XX secolo. Tra l'altro la vincitrice era anche specialista del lancio del giavellotto (personale di 36,17), ma la gara femminile non faceva parte del programma olimpico (verrà introdotta nel 1932).

## Risultati

### Turno eliminatorio
Domenica 5 agosto 1928.
Qualificazione1,40 m (Q)
| Pos | Gruppo | Concorrente            | Nazione     | Misura |
| --- | ------ | ---------------------- | ----------- | ------ |
| 1   | A      | Bride Adams-Ray        | Svezia      | 1,40   |
| 1   | A      | Kay Maguire            | Stati Uniti | 1,40   |
| 1   | A      | Elisabeth Bonetsmüller | Germania    | 1,40   |
| 1   | A      | Elise Van Truyen       | Belgio      | 1,40   |
| 1   | A      | Inge Braumüller        | Germania    | 1,40   |
| 1   | A      | Lucienne Laudré        | Francia     | 1,40   |
| 1   | A      | Marjorie Clark         | Sudafrica   | 1,40   |
| 1   | A      | Mildred Wiley          | Stati Uniti | 1,40   |
| 1   | A      | Sidonie Verschueren    | Belgio      | 1,40   |
| 1   | A      | Ijke Buisma            | Paesi Bassi | 1,40   |
| 1   | B      | Ann-Margret Ahlstrand  | Svezia      | 1,40   |
| 1   | B      | Carolina Gisolf        | Paesi Bassi | 1,40   |
| 1   | B      | Ethel Catherwood       | Canada      | 1,40   |
| 1   | B      | Évelyne Cloupet        | Francia     | 1,40   |
| 1   | B      | Hélène Bons            | Francia     | 1,40   |
| 1   | B      | Helma Notte            | Germania    | 1,40   |
| 1   | B      | Jean Shiley            | Stati Uniti | 1,40   |
| 1   | B      | Léontine Stevens       | Belgio      | 1,40   |
| 1   | B      | Marion Holley          | Stati Uniti | 1,40   |
| 11  | A      | Irina Orendi           | Romania     | 1,35   |

### Finale
Domenica 5 agosto 1928.
| Pos.    | Atleta                 | Età | Nazione     | Salti | Salti | Salti | Salti | Salti | Salti | Salti | Misura | Note            |
| Pos.    | Atleta                 | Età | Nazione     | 1,45  | 1,48  | 1,51  | 1,54  | 1,56  | 1,58  | 1,60  | Misura | Note            |
| ------- | ---------------------- | --- | ----------- | ----- | ----- | ----- | ----- | ----- | ----- | ----- | ------ | --------------- |
| Oro     | Ethel Catherwood       | 20  | Canada      | O     | O     | O     | O     | O     | O     | XXO   | 1,595  | Record olimpico |
| Argento | Carolina Gisolf        | 18  | Paesi Bassi | O     | O     | O     | XO    | XO    | XXX   |       | 1,56   |                 |
| Bronzo  | Mildred Wiley          | 27  | Stati Uniti | O     | O     | O     | XO    | XO    | XXX   |       | 1,56   |                 |
| 4       | Jean Shiley            | 17  | Stati Uniti |       |       |       |       |       |       |       | 1,51   |                 |
| 5       | Marjorie Clark         | 19  | Sudafrica   |       |       |       |       |       |       |       | 1,48   |                 |
| 6       | Helma Notte            |     | Germania    |       |       |       |       |       |       |       | 1,48   |                 |
| 7       | Inge Braumüller        |     | Germania    |       |       |       |       |       |       |       | 1,48   |                 |
| 8       | Kay Maguire            |     | Stati Uniti |       |       |       |       |       |       |       | 1,48   |                 |
| 9       | Marion Holley          |     | Stati Uniti |       |       |       |       |       |       |       | 1,48   |                 |
| 10      | Léontine Stevens       |     | Belgio      |       |       |       |       |       |       |       | 1,48   |                 |
| 11      | Hélène Bons            |     | Francia     |       |       |       |       |       |       |       | 1,45   |                 |
| 12      | Lucienne Laudré        |     | Francia     |       |       |       |       |       |       |       | 1,45   |                 |
| 13      | Bride Adams-Ray        |     | Svezia      |       |       |       |       |       |       |       | 1,45   |                 |
| 14      | Évelyne Cloupet        |     | Francia     |       |       |       |       |       |       |       | 1,40   |                 |
| 15      | Ann-Margret Ahlstrand  |     | Svezia      |       |       |       |       |       |       |       | 1,40   |                 |
| 16      | Sidonie Verschueren    |     | Belgio      |       |       |       |       |       |       |       | 1,40   |                 |
| 17      | Elise Van Truyen       |     | Belgio      |       |       |       |       |       |       |       | 1,40   |                 |
| 18      | Elisabeth Bonetsmüller |     | Germania    |       |       |       |       |       |       |       | 1,40   |                 |
| -       | Ijke Buisma            |     | Paesi Bassi |       |       |       |       |       |       |       | NM     |                 |